# Lampy
Pour les articles homonymes, voir Lampy (homonymie).
Le Lampy est une  rivière du Sud de la France, dans les départements du Tarn et de l'Aude, dans la région Occitanie, et un affluent du Fresquel, donc sous-affluent de l'Aude.

## Géographie
C'est une rivière qui prend sa source au sud du Massif central, dans le massif de la montagne Noire, dans le parc naturel régional du Haut-Languedoc, dans la forêt de Ramondens département du Tarn, et se jette dans le Fresquel en rive gauche à Alzonne dans le département de l'Aude.
La longueur de son cours d'eau est de 29,3 km.

### Communes et cantons traversés
Le Lampy traverse deux départements, huit communes et quatre cantons :
- Tarn :
  - Arfons (source)
- Aude :
  - Saissac, Villemagne, Cenne-Monestiés, Carlipa, Saint-Martin-le-Vieil, Raissac-sur-Lampy, Alzonne (confluence/embouchure).

Soit en termes de cantons, le Lampy prend sa source dans le canton de la Montagne noire, et conflue dans le canton de la Malpère-à-la-Montagne-Noire, le tout dans les deux arrondissement de Castres et arrondissement de Carcassonne.

### Toponyme
Le Lampy a donné son nom à la commune de Raissac-sur-Lampy.

### Bassin collecteur
La Vernassonne traverse une seule zone hydrographique 'Le Lampy' (Y134) de 156 km2 de superficie. Ce bassin versant est constitué à 58,57 % de « territoires agricoles », à 40,46 % de « forêts et milieux semi-naturels », à 0,81 % de « territoires artificialisés », à 0.21 % de « surfaces en eau ».

### Organisme gestionnaire
Un SAGE est en cours d'élaboration pour tout le bassin versant du Fresquel, divisé en cinq ou six bassins : Rougeanne-Dure, Tenten-Lampy-Vernassonne, Fresquel Amont, Fresquel médian, Fresquel aval et Treboul-Preuille-Rebenty.

## Affluents
Le Lampy a neuf affluents contributeurs référencés :
- le Lampiot,
- le ruisseau de la Sagne de Labat avace un affluent :
  - le ruisseau de Picou,
- le ruisseau des Roques, avec un affluent :
  - le ruisseau de Garric,
- le Rec de Riplou,
- le ruisseau de la Bézou,
- le ruisseau de Cantegril,
- le ruisseau de Tenten : 21 km, sur dix communes avec cinq affluents et de rang de Strahler deux.
- le ruisseau de Fontorbe, avec un affluent :
  - le ruisseau de Lascombes,
- la Vernassonne, rg, 22,6 km sur quatre communes avec trois affluents et de rang de Strahler deux.

Son rang de Strahler est donc de trois.

## Hydrologie
Une partie des eaux du Lampy, de l'Alzeau, de la Vernassonne et du Rieutort sont canalisées par la rigole de la montagne et passent par le Laudot via la percée des Cammazes et le lac de Saint-Ferréol pour alimenter la rigole de la plaine puis le canal du Midi.